# Олесно
Олесно (пол. Olesno, нем. Rosenberg) — город в Польше, входит в Опольское воеводство. Столица олесненского повята.

## История
- До 1742 года входил в состав Силезских княжеств.
- С 1742 года — в Королевстве Пруссия, а затем в Германии (до 1945 года).
- В 1945 году отошёл к Польше.
- В 1945—1950 гг. город входил в Силезско-Домбровское воеводство[1].
- В 1950—1975 гг. входил в Опольское воеводство.
- В 1975—1998 гг. отнесен в Ченстоховское воеводство.
- 1 января 1999 года вошёл снова в Опольское воеводство.

## Города- и районы-побратимы
- Арнсберг, Германия
- Залакарош, Венгрия
- Кайзерслаутерн (район), Германия
- Хохзауэрланд (район), Германия

## Галерея

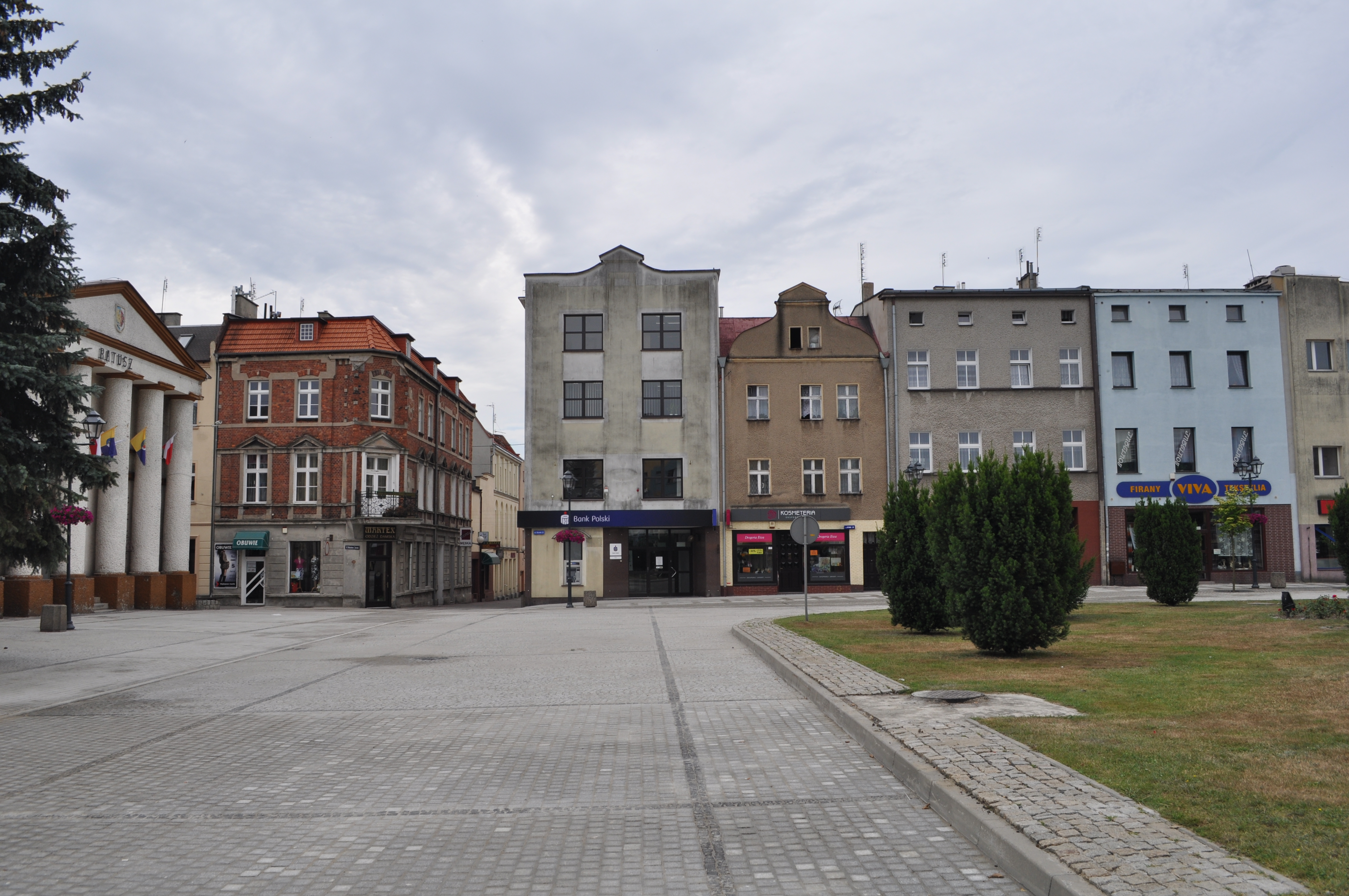
Городская площадь
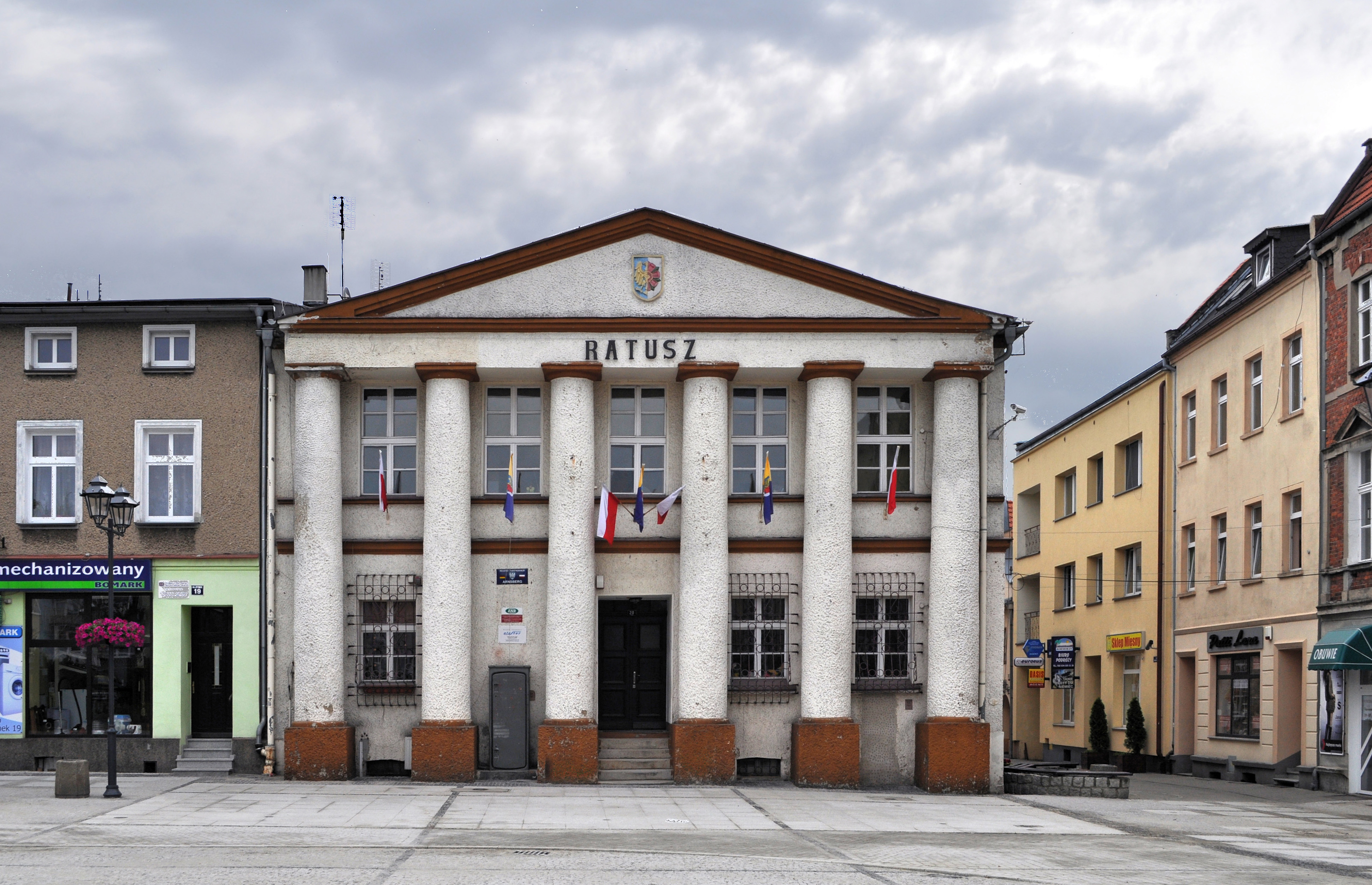
Ратуша
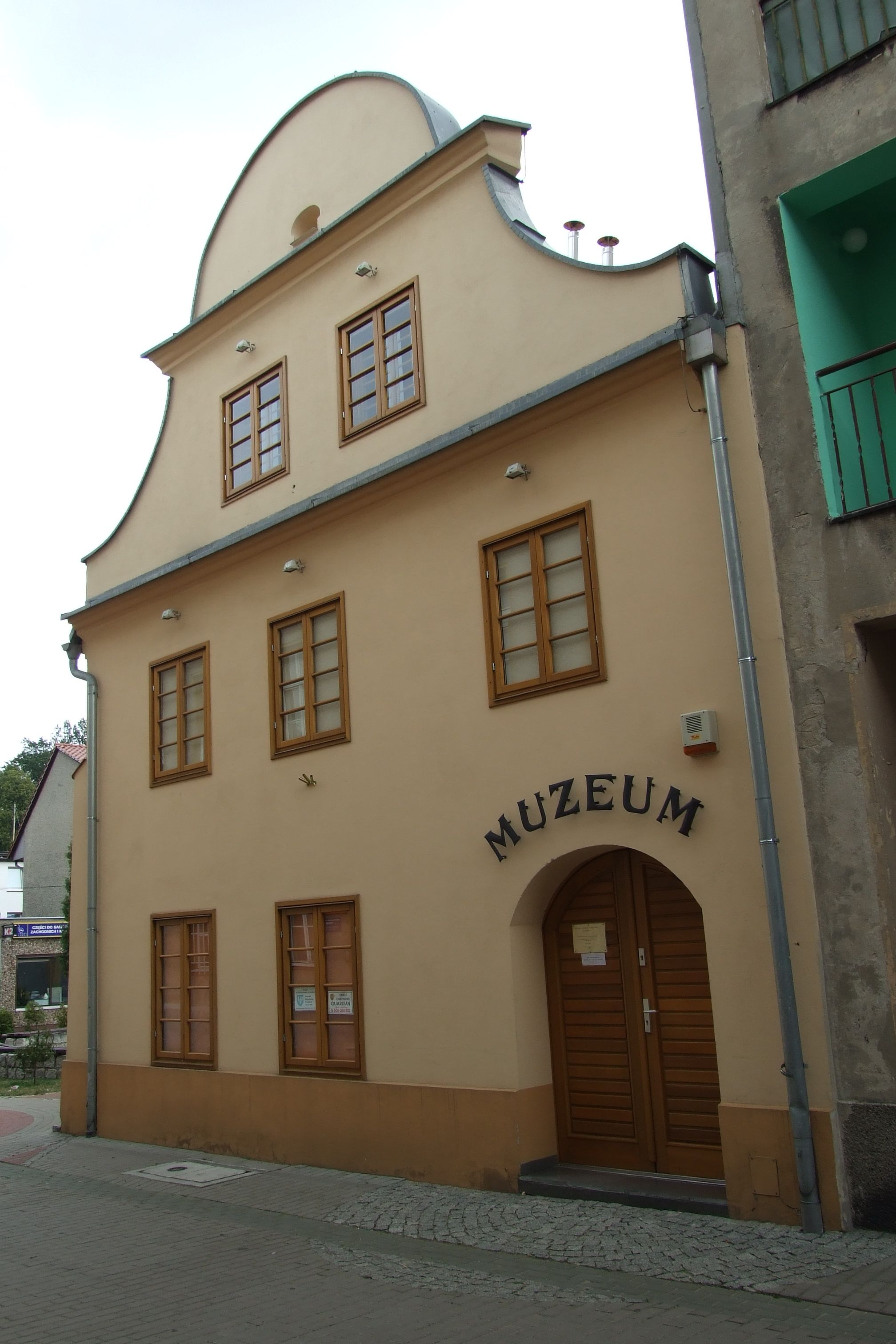
Музей
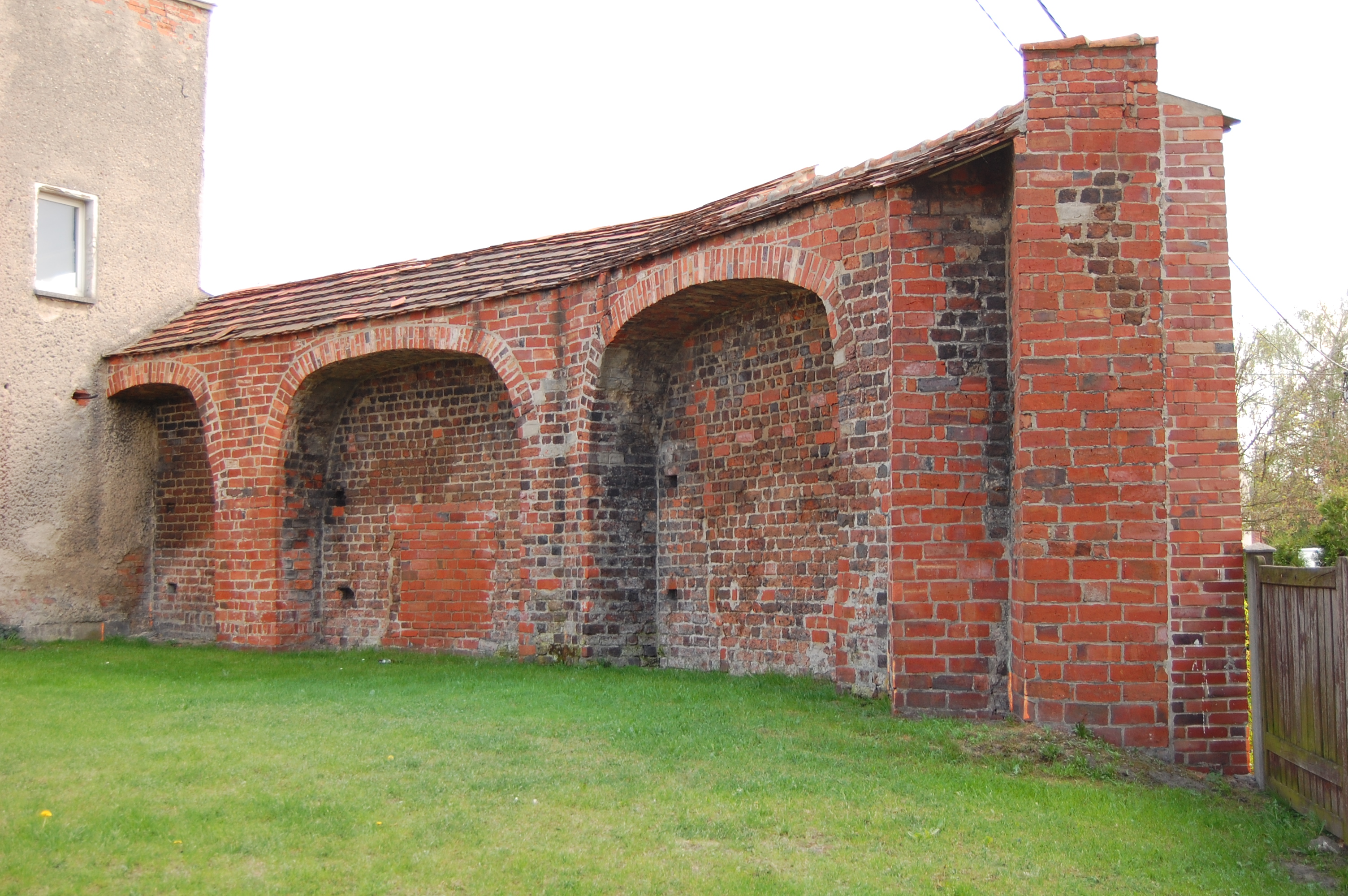
Остатки городской стены
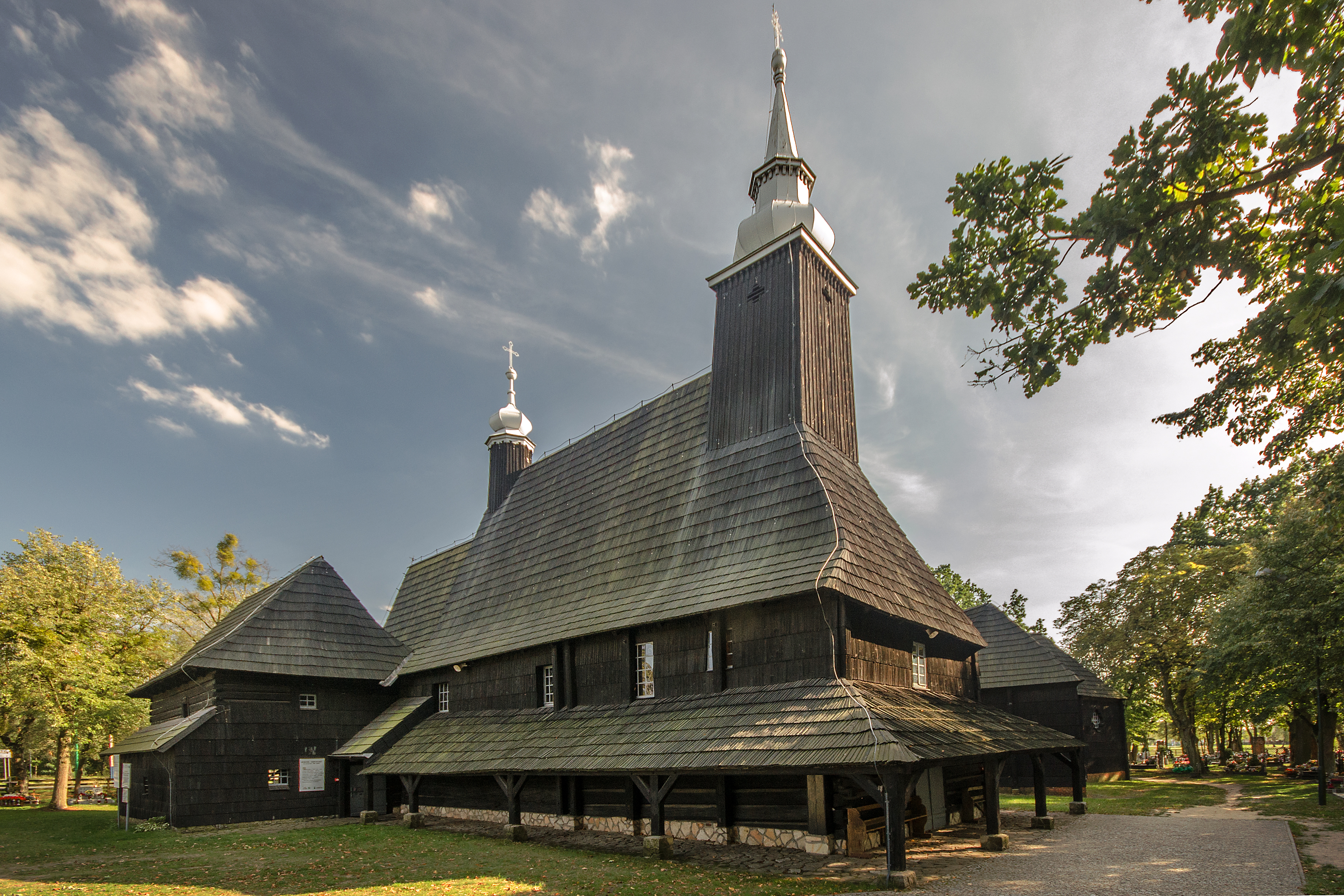
Деревянная церковь с 1518 года в Олесне
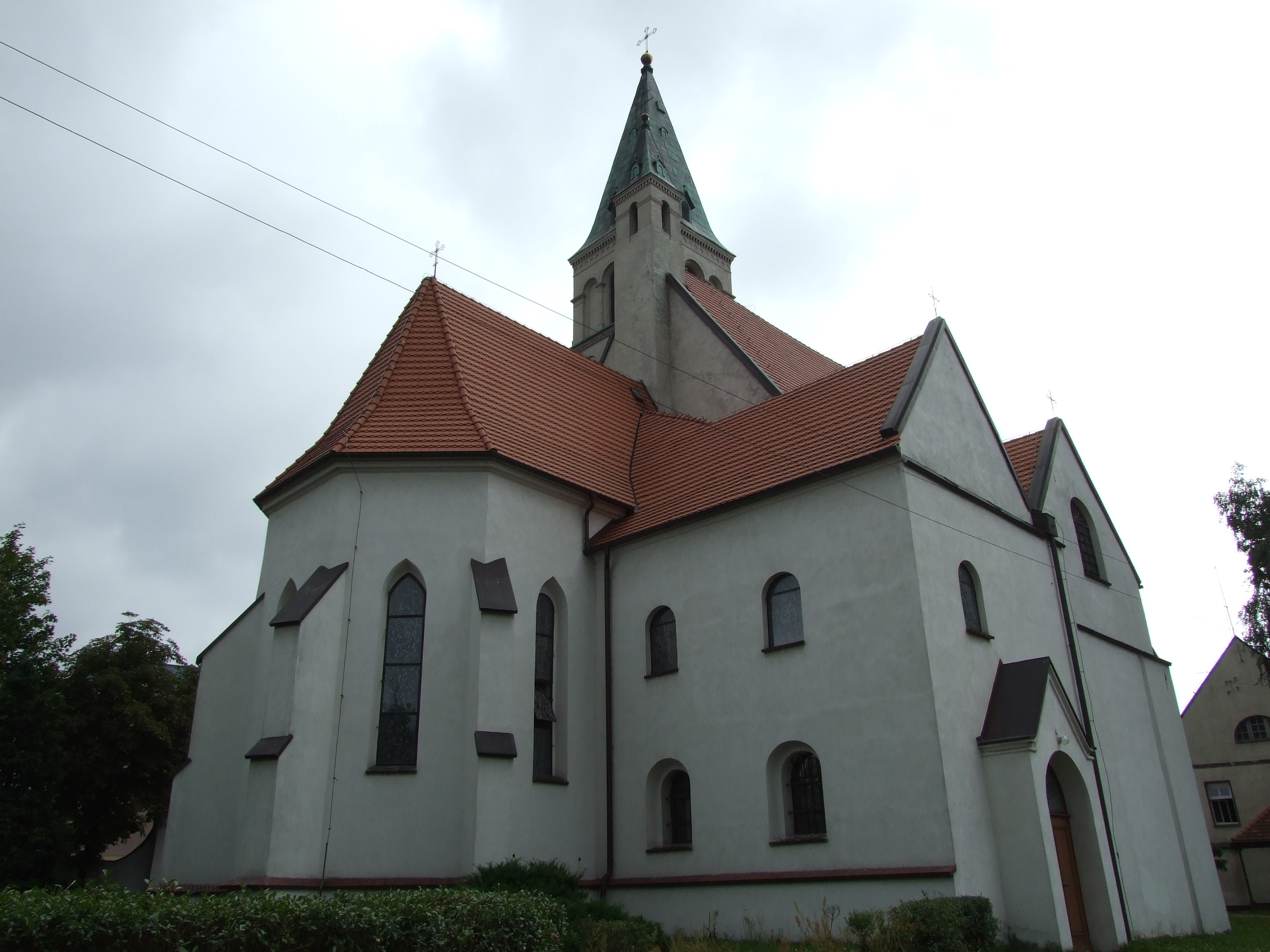
Католическая церковь Арх. Михаила
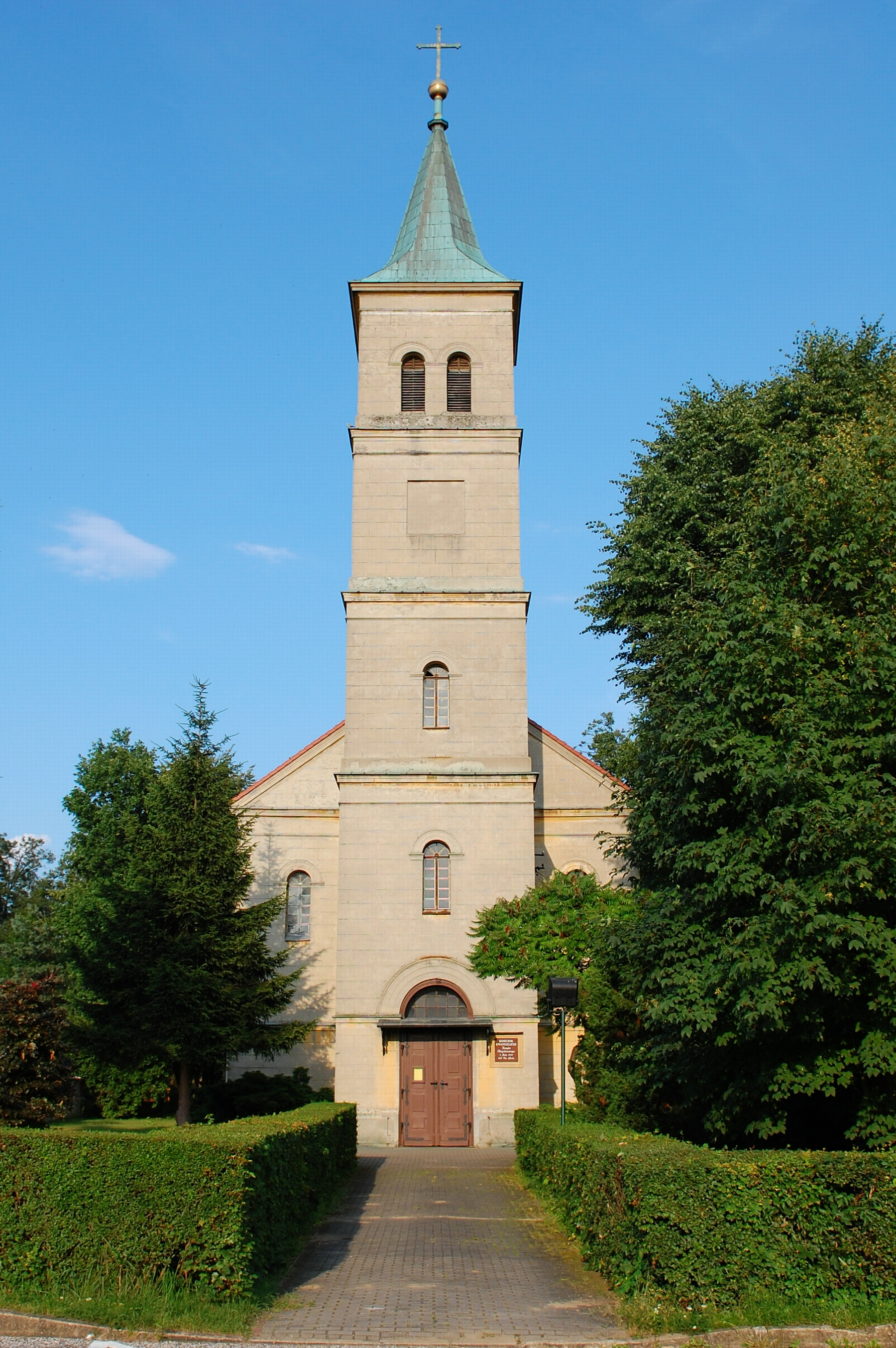
Лютеранская кирха
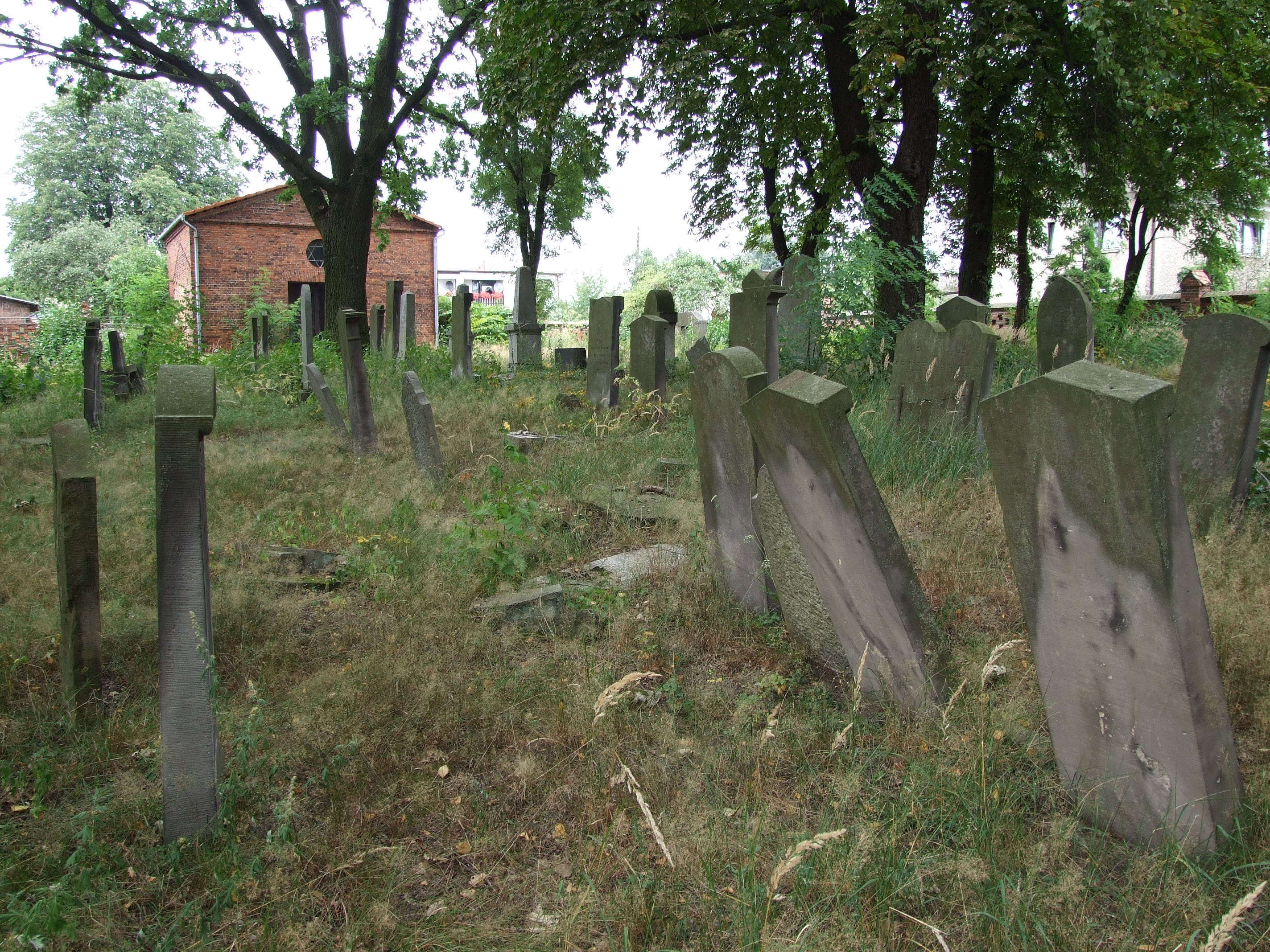
Еврейское кладбище